# Hay Lamberts
Hay Lamberts (Venlo, 28 maart 1934 – Venlo, 26 maart 2001) was een Nederlands profvoetballer die doorgaans als vleugelverdediger speelde en onder contract stond bij Sportclub Venlo '54 en VVV.

## Biografie
Lamberts maakte in 1954 de overstap van de amateurs van Venlosche Boys naar profclub Sportclub Venlo '54 en sloot na de fusie tussen NBVB en KNVB aan bij VVV. Hij maakte deel uit van het elftal dat in 1959 de KNVB Bekerfinale won dankzij een 4-1 overwinning op ADO. De rechtsback beëindigde zijn profcarrière in 1964 en kwam vervolgens nog enkele jaren uit voor de amateurs van FCV. Nadien was Lamberts nog jarenlang scout voor VVV, samen met oud-ploeggenoten Jan Schatorjé, Ton van den Hurk, Gijs Nass en Frans Swinkels. Hij overleed in 2001 op 66-jarige leeftijd.
Lamberts was een oom van de latere VVV-speler Bert Riether.

### Profstatistieken
| Seizoen        | Club                | Competitie      | Competitie | Competitie | Beker | Beker | Intertoto | Intertoto | Totaal | Totaal |
| Seizoen        | Club                | Competitie      | Wed.       | Dlp.       | Wed.  | Dlp.  | Wed.      | Dlp.      | Wed.   | Dlp.   |
| -------------- | ------------------- | --------------- | ---------- | ---------- | ----- | ----- | --------- | --------- | ------ | ------ |
| 1954           | Sportclub Venlo '54 | NBVB            | 2          | 1          | —     | —     | —         | —         | 2      | 1      |
| 1954/55        | VVV                 | Eerste klasse D | 18         | 2          | —     | —     | —         | —         | 18     | 2      |
| 1955/56        | VVV                 | Hoofdklasse A   | 26         | 3          | —     | —     | —         | —         | 26     | 3      |
| 1956/57        | VVV                 | Eredivisie      | 27         | 7          | 5     | 1     | —         | —         | 32     | 8      |
| 1957/58        | VVV                 | Eredivisie      | 27         | 0          | 2     | 0     | —         | —         | 29     | 0      |
| 1958/59        | VVV                 | Eredivisie      | 34         | 0          | 7     | 0     | —         | —         | 41     | 0      |
| 1959/60        | VVV                 | Eredivisie      | 34         | 0          | —     | —     | —         | —         | 34     | 0      |
| 1960/61        | VVV                 | Eredivisie      | 31         | 0          | 6     | 0     | —         | —         | 37     | 0      |
| 1961/62        | VVV                 | Eredivisie      | 32         | 0          | 1     | 0     | 6         | 0         | 39     | 0      |
| 1962/63        | VVV                 | Eerste divisie  | 26         | 0          | 3     | 0     | —         | —         | 29     | 0      |
| 1963/64        | VVV                 | Eerste divisie  | 30         | 0          | 2     | 0     | —         | —         | 32     | 0      |
| Carrièretotaal | Carrièretotaal      | Carrièretotaal  | 287        | 13         | 26    | 1     | 6         | 0         | 319    | 14     |